# Warbud

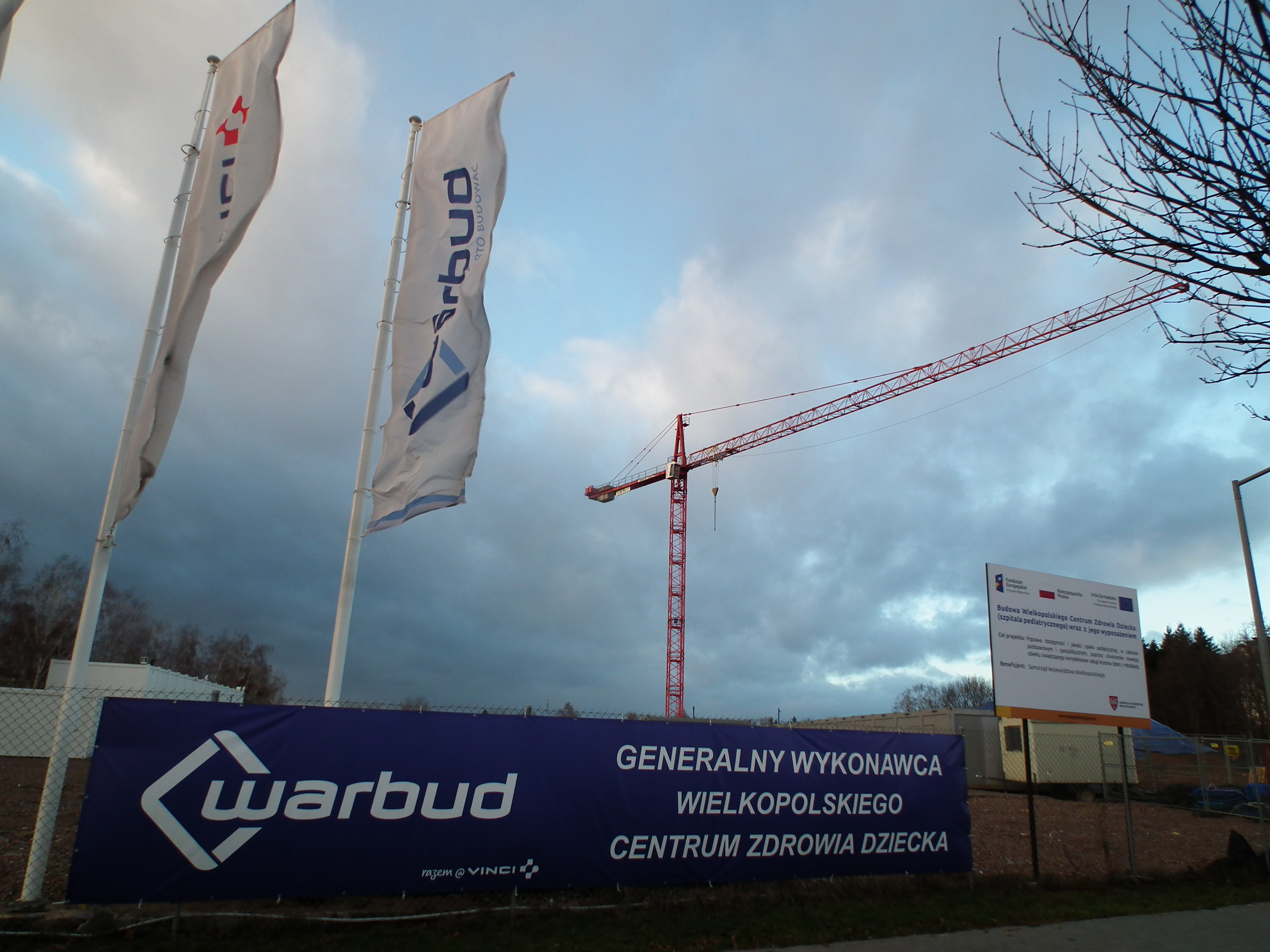
Warbud-Baustelle eines Krankenhauses in Posen

Warbud S.A. ist ein polnisches Bauunternehmen mit Sitz in Warschau. Es gehört zu den größten Unternehmen der Art in Polen und ist nach Eigenangabe Marktführer beim Bau von Einkaufszentren, Bürogebäuden und medizinischen Einrichtungen. 

## Unternehmensgeschichte
Das Unternehmen wurde 1989 von Włodzimierz Włodarczyk (* 1954) gegründet, der bis 2016 Geschäftsführer bzw. Vorstandsvorsitzender von Warbud war. 1991 war der Bau eines Mercure-Hotels in Warschau der erste Großauftrag. Im selben Jahr begannen die Gespräche mit einem potentiellen Investor, dem französischen Unternehmen CBC. Nach der Umwandlung von Warbud in eine Aktiengesellschaft im Jahr 1992 wurde CBC Mehrheitsgesellschafter. CBC wurde später von Vinci Construction übernommen, einer Tochtergesellschaft des französischen Vinci-Konzerns.

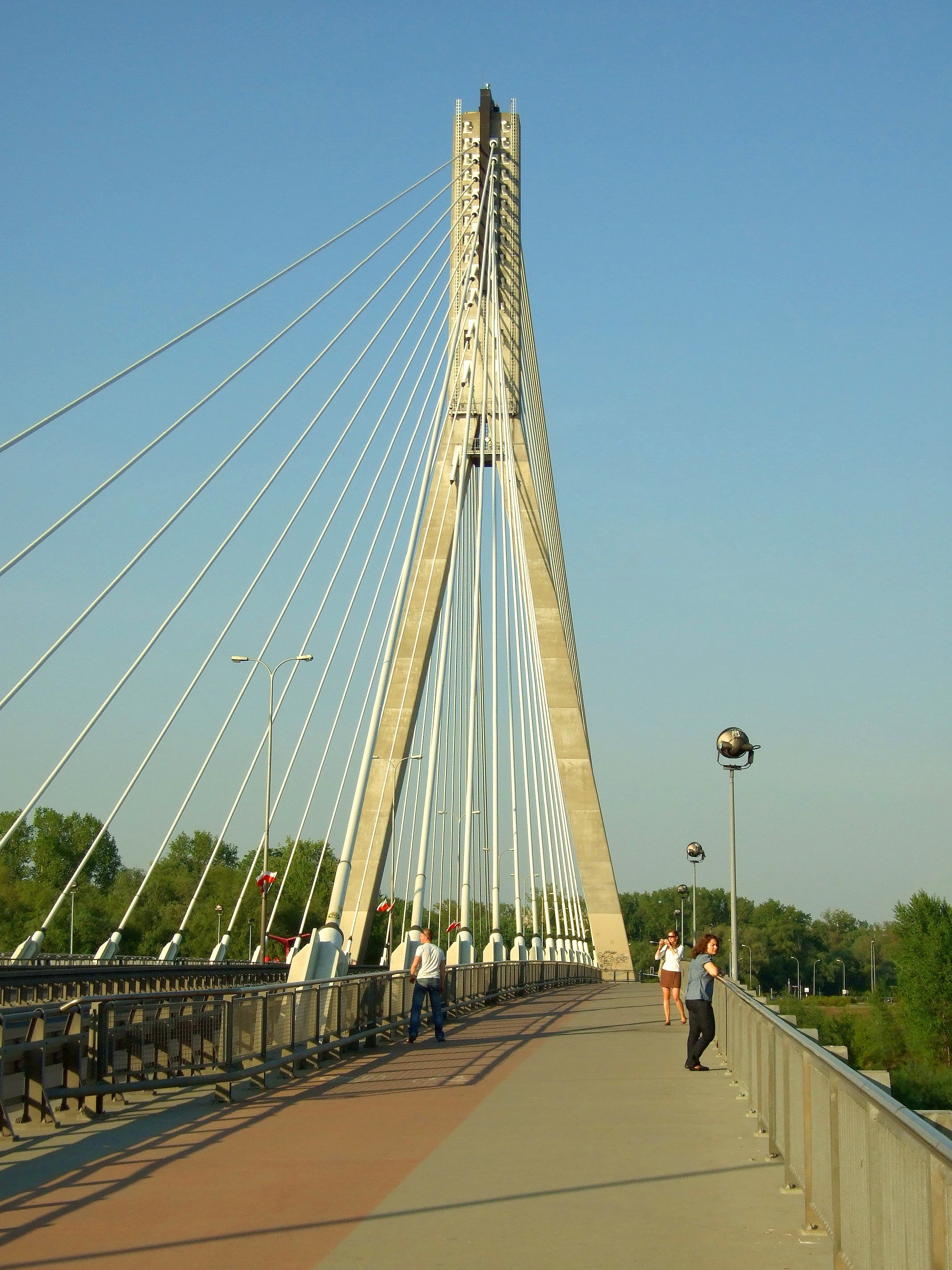
Die Weichsel-Brücke Świętokrzyski im Zentrum Warschaus

Im Jahr 1995 war die Errichtung eines Bürogebäudes für die polnische Telekom im Warschauer Stadtbezirk Żoliborz der erste Auftrag als  Generalunternehmer. 2004 wurden zur Ausweitung auf landesweite Tätigkeiten regionale Strukturen errichtet; außerdem kam es zur Gliederung in die Segmentbereiche Bauingenieurwesen, Spezialbau und Krankenhausbau. 
Seit 1992 realisierte Warbud über 600 Bauprojekte, darunter die prestigeträchtige Errichtung des Pylons der Świętokrzyski-Brücke in Warschau. Im Februar 2016 feierte das Unternehmen das 25-jährige Jubiläum mit 1700 Gästen im Warschauer Expo-XXI-Center. Im Jahr 2025 wurden bei Warbud über 1300 Mitarbeiter beschäftigt. 

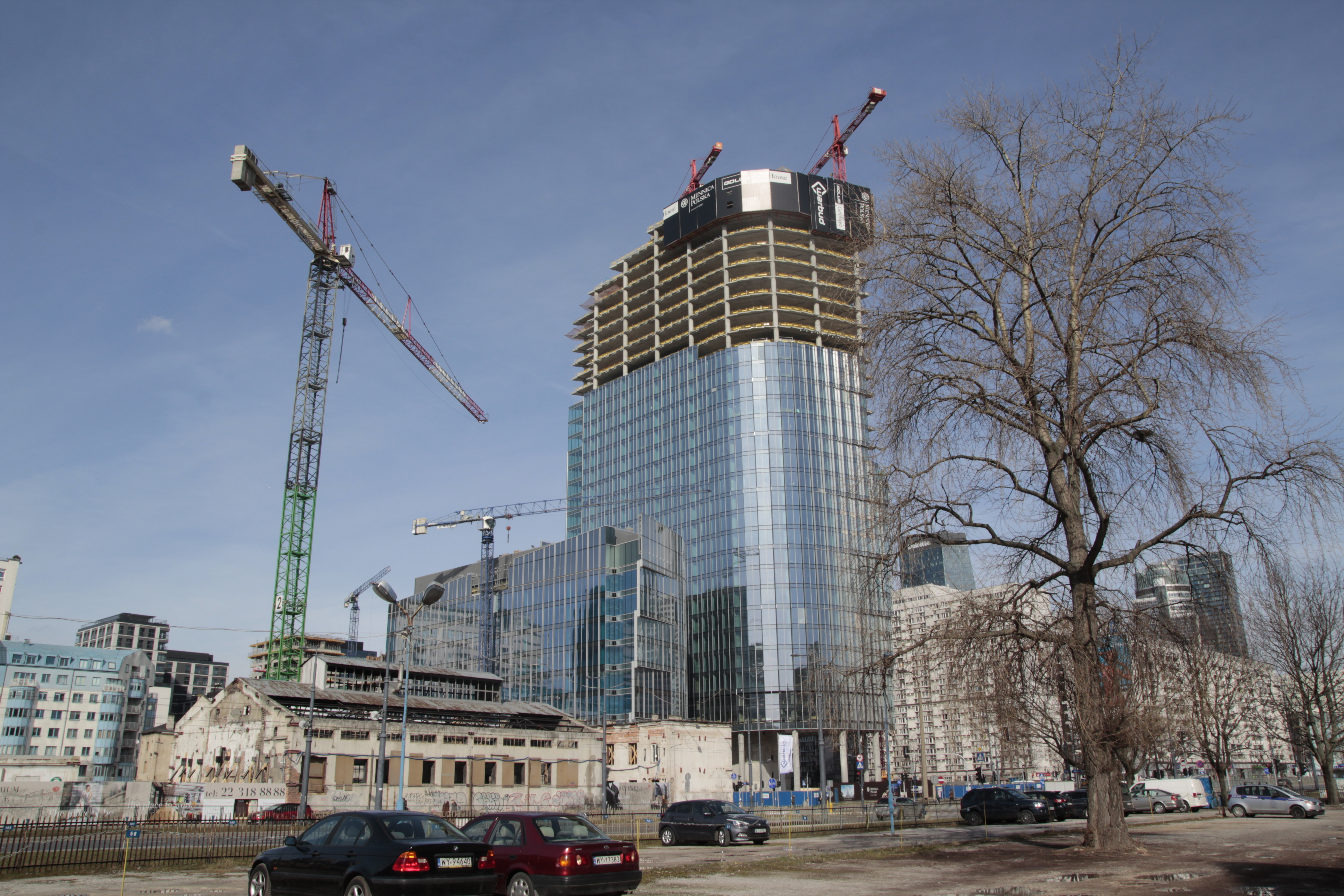
Mennica Legacy Tower

## Projekte (Auswahl)
- Podlachische Oper und Philharmonie in Białystok
- U-Bahnstationen A15 und A19 der Metro Warschau
- Lech-Wałęsa-Flughafen, Danzig
- Medicover-Krankenhaus in Miasteczko Wilanów
- Wissenschaftszentrum Kopernikus, Warschau
- Akademia Leona Koźmińskiego, Warschau
- Tempel der Göttlichen Vorsehung, Warschau
- Hauptsitz des Nationalen Polnischen Radio-Sinfonieorchesters, Kattowitz
- Sanierung des Europejski-Hotels, Warschau
- Muzeum II Wojny Światowej, Danzig
- Fertigstellung von Złota 44, Warschau
- Droga ekspresowa S2, Warschau
- Skyliner in Warschau
- Mennica Legacy Tower, Warschau
- Museum für Moderne Kunst, Warschau
- Internationales Kongresszentrum, Kattowitz